# あゆみ莉花
あゆみ 莉花（あゆみ りか、1999年3月22日 - ）は、日本のAV女優。LINX所属。

## 略歴・人物
三鷹市出身。
趣味・特技はボクササイズ、サイクリング。
2018年11月にAVデビュー。
６月下旬にTwitterアカウントが急遽削除、７月に予定されていたイベントも中止になり引退した模様

## 出演作品

### アダルトDVD
2018年
- 高校卒業したばかり結婚一ヶ月前カウントダウン 婚約美少女AVデビュー（11月13日、MOODYZ）
- 「私、半年後に結婚するんです。」 むっつりド変態の教育実習生デビュー 生徒に犯されたい願望を叶えるためにkawaii*に応募。朝から晩までずっーと凌辱されて彼女はやっと満足。（11月25日、kawaii*）※「りか」名義
- もっと知らない快感を知りたいです… はじめてのナマ中出し（11月25日、本中）
- 初体験の相手と結婚してから性に興味を持ち始めた 地味な地方妻ちあきさん(22歳)が初浮気!初ハメ撮り!からの自宅でAV撮影までしてくれました!! ナンパJAPAN EXPRESS Vol.85（11月25日、ナンパJAPAN）※「ちあき」名義
- 夫の親友に犯され感じてしまった私…（12月13日、溜池ゴロー）

2019年
- 素人男女ペッティング企画 ともだち以上のコトしたい? お金を出すので男友達とマジエッチして下さい…（1月10日、ブリット）他出演:夏原唯 ほか
- 顔出し解禁!! マジックミラー便 大手企業に勤めるインテリOLさん 仕事中に人生初の公開オナニー編 「あなたの“いつものオナニー”を見せてくれませんか?」 vol.03 in銀座&新宿 人前なのにオナニーで興奮してしまったエリートオマ○コはデカチ○ポを挿れたくてたまらない!! 仕事中のOL10人全員SEXスペシャル!!（1月19日、ディープス）他出演:日泉舞香 ほか
- 満員バスで女子社員の黒パンストむっちり尻が通学中の僕の敏感チ○ポにすりすりしてくるもんでギンギンなっちゃった! そんな元気チ○ポを握りしめずにはいられないムラムラお姉さんと、他の乗客にバレないようにこっそり挿入しちゃった!（1月24日、SWITCH）他出演:香苗レノン、彩葉みおり
- 工場勤務で趣味はバイク 化粧っ気ないクールなおねえさんが巨根で陥落。むっつりドMの本性とガチイキっぷりを晒しちゃいました!（1月25日、ブロッコリー）
- ご奉仕系・制服美少女H 相手の事が気に入れば、オ○ンチンはもとより、アナルまでベロベロ舐めてあげるんです…。（2月13日、オーロラプロジェクト・アネックス）
- 白肌娘は生肉棒の餌食。 制服が似合うマジメな地味っこ娘が異常性欲のおじさん達に犯されまくる性交実録。（2月19日、チキチキカマー）
- ゲス寝取られ! 「アナタじゃなきゃ気持ちよくない」と言っていた妻が、最低ブサ男の巨チンで「精液便所に使ってください」と…（2月25日、新セカイ）
- 強女 最強格闘女子ボクサー妊娠中出し（3月10日、MDMA）※「五十嵐れな」名義
- いいなり優等生美少女 男にヤラれまくりたい願望の変態女学生（3月12日、ケートライブ）※「りか」名義
- HEROINE陵辱倶楽部 13 銀河戦隊バトレンジャー バトピンク（3月22日、GIGA）
- 極エロ茶畑育ちの清楚系ビッチ娘（3月25日、豊彦）※「なお」名義
- 催眠中毒EX 就活学生 あゆみ莉花（4月1日、催眠研究所別館）
- 厳選!新作撮り下ろし! 痴漢感謝祭 第2弾 『OL』被害者15人SP!（4月7日、アパッチ）他出演:今井ゆあ、浅見せな、宮崎あや、杏璃さや、花咲いあん、明海こう、加納綾子、碧しの、桜木優希音、美咲まや、水谷あおい、水原あお ほか
- 2019年度ソフト・オン・デマンド 全裸入社式 女子社員19名の初脱ぎ・初SEX 初めて尽くしの超羞恥スペシャル!!（4月11日、SODクリエイト）共演:加藤あやの、川菜美鈴、上川星空、生田みく、黒崎みか ほか
- 「挿れて」みたくてお股がヒクヒク!女の淫汁でチ○ポはヌチョヌチョ! 女子○生にオヤジチ○ポを素股してもらったらこんなヤラしい事になりました。 4（4月11日、アイエナジー）他出演:川菜美鈴、今井まい、宮下なつみ
- 新卒採用で入社した優しいデカ尻姉の黒パンスト姿に理性崩壊! 弟は勃起が止まらずまさかのストッキング越しの強制素股! 欲求不満な姉は敏感過ぎてパンツから漏れるほど愛液ジワリ! 子宮奥に突き刺さる激ピストンで何度も絶頂! 3（4月12日、V&R PRODUCE）他出演:望月りさ、きみと歩実
- 素人女子大生の皆さん!童貞君とタオル一枚密着混浴してくれませんか? 濡れタオル透け乳首観察、あわあわおっぱいモミ洗い、湯の花白濁ザーメンごっくんで極楽筆おろしスペシャル（4月26日、赤面女子）※「りか」名義　他出演:あおい、まいな、まい
- 制服女子ばかりを狙う悪徳医師の乳首こねくり健康診断 4（5月1日、変態紳士倶楽部）他出演:皆月ひかる、夏原唯、松沢薫
- 初めての極太ディルドで体ビクビク足腰ガクガク敏感おま○こトロトロ即イキ羞恥オナニー 丸ノ内OL編 4（5月1日、変態紳士倶楽部）他出演:美咲かんな、香苗レノン、深田えいみ、はるかみらい、葵百合香、皆月ひかる、彩葉みおり、夏原唯、木葉ちひろ、桜庭ひかり、松沢薫 ほか
- 彼女が制服に着替えたら。 07（5月3日、プレステージ）※「りか」名義　他出演:りり、ゆうり、かのん
- オヤジ好きの連れ娘は母に隠れて若い躰を見せつけてくる。挑発に乗った義父はネチっこい接吻と性交で中出し (9月26日、ヒビノ)

### VR
- 「お兄ちゃんとHしたい…」 帰宅した妹が衝撃カミングアウト! 拒む兄をよそにベロキス/耳舐め/顔舐め/乳首舐め/精子ごっくん/超至近距離マ○コ見せつけオナニー! フル勃起止まらない僕のチ○ポに密着騎乗位生挿入! 禁断の近親相姦中出しSEXでまさかの妊娠!?（2019年5月10日、V&R PRODUCE）

### イメージDVD
- Rika Silent wild（2019年2月7日、REbecca）